# Хиггинс, Элиот
Э́ллиот Уо́рд Хи́ггинс (англ. Eliot Ward Higgins; род. 8 января 1979, Шрусбери, Шропшир), псевдоним Браун Моузес, англ. Brown Moses) — британский гражданский журналист и блогер, основатель веб-сайта Bellingcat, предназначенного для взаимодействия гражданских журналистов, занятых расследованиями текущих событий по открытым данным.
Автор расследований актуальных событий, таких как гражданская война в Сирии и вооружённый конфликт на востоке Украины, проведёнными на основании анализа открытых источников: социальных сетей, спутниковых снимков, видео и т. п. Впервые получил известность после идентификации систем вооружений, используемых в Сирии. 

## Деятельность
Хиггинс по профессии — финансовый аналитик. В 2012 году он начал вести блог о гражданской войне в Сирии. В качестве псевдонима выбрал Brown Moses — имя персонажа песни американского музыканта Ф. Заппы из альбома Thing-Fish. Анализ схемы поставки хорватского вооружения в Сирию для снабжения боевиков, выполненный Хиггинсом в свободное время в качестве хобби, оказался столь успешным, что вскоре на него стала ссылаться пресса и правозащитные группы, а на основе данных Хиггинса был сделан запрос в британском парламенте.
Метод работы Хиггинса заключается в мониторинге каналов Youtube (более 400 каналов ежедневно) и последующем отслеживании видов вооружений, появляющихся в том или ином месте. Свои наблюдения Хиггинс публикует в блоге под заглавием Brown Moses Blog. При этом никакой специальной подготовки по системам вооружений Хиггинс не имеет. По его собственным словам:

До «арабской весны» я знал о системах вооружений не больше, чем средний владелец [игровой приставки] Xbox. Я не имел никакого представления [о войне], кроме того, что можно почерпнуть из фильмов о Рэмбо.

### Сирия
В 2013 году вышла первая работа Элиота по Сирии, и она касалась незаконных поставок хорватского вооружения для снабжения боевиков Свободной армии Сирии, оплаченных Саудовской Аравией и позднее попавшие в руки джихадистов. В результате его отчёта парламент Великобритании инициировал слушания и разбирательства по данному эпизоду.
По мнению британской газеты Guardian, своей работой Хиггинс заслужил славу первооткрывателя. Именно он первым сообщил о том, что правительство Сирии применяет против гражданского населения т. н. «бочковые бомбы» (англ. barrel bombs) — кустарные авиабомбы большой мощности, сбрасываемые на жилые кварталы с вертолетов.
Хиггинз также выявил факты применения правительством Асада кассетных бомб, что последнее до этого упорно отрицало. Он также расследовал случаи применения правительственными силами химического оружия.
Хиггинс обнаружил место гибели американского фотожурналиста Дж. Фоли, демонстративно убитого боевиками ИГИЛ. С помощью методов геолокации он выяснил, что убийство произошло вблизи сирийского города Ракка, ставшего опорным пунктом ИГИЛ. Это открытие он сделал на основании соотнесения спутниковых снимков местности и видеозаписи казни.

### Украина
31 мая 2015 года команда портала Bellingcat под руководством Элиота Хиггинса опубликовала доклад «Анализ спутниковых изображений, опубликованных Министерством обороны России». В докладе утверждалось, что как минимум две из шести спутниковых фотографий, опубликованные Министерством обороны (МО) России на международной пресс-конференции 21 июля 2014 года, были фальсифицированы. В качестве инструмента анализа использовались анализ источников, анализ метаданных и анализ уровня ошибок доктора Нила Краветца (англ. Neal Krawetz). Эксперт по анализу изображений и создатель фотоархива IRISPIX Йенс Кризе (нем. Jens Kriese) также подверг критике использованные в докладе Bellingcat методы выявления манипуляций с изображениями, назвав их «гаданием на кофейной гуще», а использованный метод Error Level Analysis — «методом для любителей».
В 2015 году Хиггинс принял участие в составлении доклада Атлантического Совета, посвященного «российскому военному вмешательству на востоке Украины». По материалам доклада канадский интернет-канал Vice News снял документальный фильм. В июне 2015 года фильм был показан на заседании Европейского парламента.

## Признание
Работы Хиггинса пользуются признанием и поддержкой со стороны правозащитных организаций. По словам директора по чрезвычайным ситуациям Human Rights Watch Питера Букерта (Peter Bouckaert): «Brown Moses — один из лучших [специалистов] по мониторингу вооружений в Сирии».
Кристофер Чиверс, военный корреспондент газеты The New York Times, призвал коллег-журналистов более открыто признать роль, которую играет блог Хиггинса «Brown Moses» в освещении событий в Сирии. Правозащитная организация Amnesty International указывает, что именно материалы Хиггинса позволили ясно показать применение режимом Асада баллистических ракет, в результате чего в Сирию была направлена миссия расследования.
Хиггинс и его работы пользуются вниманием прессы Британии и США. О нём писали The Guardian, The Independent и The New Yorker. Передачи о Хиггинсе делали крупные телеканалы, такие, как британский Channel 4 News и CNN International. То же касается и не англоязычных источников.

## Bellingcat
15 июля 2014 года Хиггинс запустил сайт под названием Bellingcat. Задача сайта — объединить усилия гражданских журналистов в расследовании текущих событий по открытым источникам, таким как видео- и фотоматериалы, спутниковые снимки и другое. Финансирование сайта поступает из общественной кампании на Kickstarter.